# Нійодоґава
Нійодоґа́ва (яп. 仁淀川町, によどがわちょう, МФА: [ɲijodogawa t͡ɕoː]?) — містечко в Японії, в повіті Аґава префектури Коті. Розташоване в північній частині префектури. Отримало статус містечка 2005 року. Площа становить 332,96 км². Станом на 1 липня 2012 року населення складало 6129  осіб, густота населення — 18,4 осіб/км².   

## Демографія
Згідно з даними перепису населення Японії, населення Нійодоґава стрімко скорочується з кінця 50-х років. За цей період воно скоротилося на 81,5%. Станом на 1 жовтня 2020 року населення складало 4827 осіб, з яких чоловіків — 2306 осіб, жінок — 2521 осіб. Густота населення — 14,50 осіб/км².

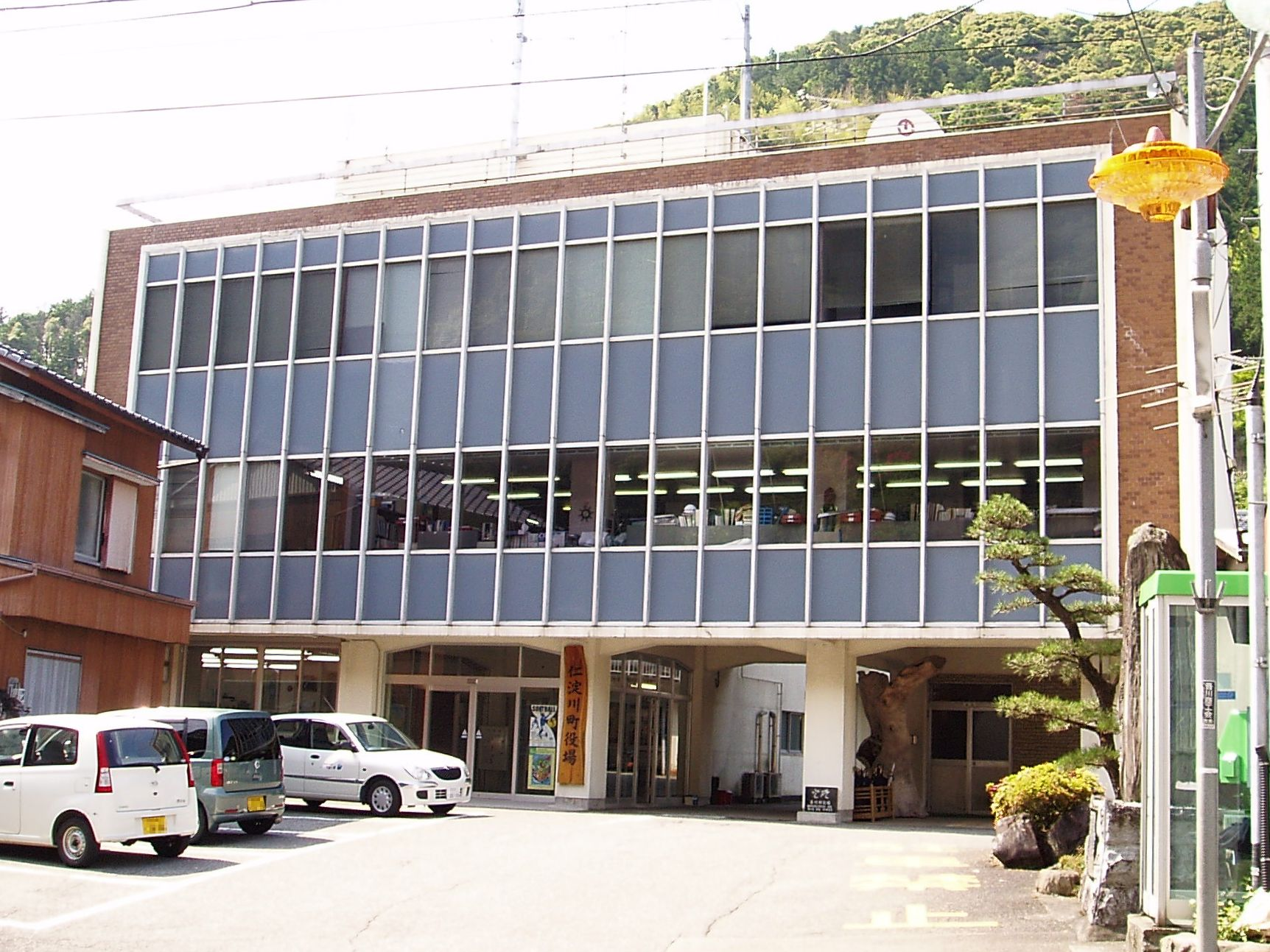
Муніципалітет Нійодоґави